# Pouteria benai
Pouteria benai är en tvåhjärtbladig växtart som först beskrevs av André Aubréville och François Pellegrin, och fick sitt nu gällande namn av Terence Dale Pennington. Pouteria benai ingår i släktet Pouteria och familjen Sapotaceae. IUCN kategoriserar arten globalt som sårbar.
Artens utbredningsområde är Franska Guyana. Inga underarter finns listade i Catalogue of Life.